# Isabella Glyn
Isabella Glynn (Edimburgo, 22 de maio de 1823 – 18 de maio de 1889) foi uma atriz da época vitoriana, tendo centrado a sua carreira na obra de Shakespeare. Nascida em Edimburgo, Isabella participou em vários teatros amadores como atriz, tendo posteriormente viajado para Paris, onde estudou representação.

## Biografia
Em 1846 regressa a Inglaterra, e um ano mais tarde participa na peça Vida e morte do Rei João, interpretando Constance. Em 1848 estreia-se no Royal Olympic Theater como Lady Macbeth, a protagonista da tragédia Macbeth. As aparições de Isabela Glynn no Reino Unido foram inúmeras, e em 1870 viaja até Boston, onde participa em recitais e leituras públicas das obras de Shakespeare.
A atriz terminou a sua carreira como instrutora de teatro. Isabella casou-se duas vezes: o primeiro marido, Edward Wills, como quem viajou até Paris, onde estudou artes dramáticas, morreu prematuramente; o segundo casamento, com o jornalista Eneas Sweetland Dallas, ocorreu em 1853. No decorrer de um atribulado processo de divórcio, Isabella ficou presa durante uma temporada em Holloway, a mesma instituição onde Oscar Wilde foi igualmente encarcerado.